# Gerhard Wirth
Gerhard Wirth (* 9. Dezember 1926 in Hüttung, Oberfranken; † 16. Februar 2021) war ein deutscher Althistoriker.

## Leben und Werk
Gerhard Wirth studierte nach seinem Einsatz im Zweiten Weltkrieg ab 1946 Alte Geschichte und Klassische Philologie an den Universitäten Frankfurt am Main und Erlangen. Er wurde dort 1951 über Ptolemaios I. und die Charakteristika von dessen verlorener Alexandergeschichte promoviert. Eine Überarbeitung der Dissertation erschien 1959 als Artikel in Paulys Realencyclopädie der classischen Altertumswissenschaft. Anschließend arbeitete er von 1951 bis 1966 als Lehrer an bayerischen Gymnasien und nahm ab 1960 einen Lehrauftrag an der Universität Erlangen wahr. Ab 1966 war er dort hauptamtlicher Universitätsdozent im Range eines Oberstudienrates und habilitierte sich 1968 mit einer Arbeit über die römische Außenpolitik in der Spätantike. Anschließend wurde er an der Universität Erlangen zum Wissenschaftlichen Rat und 1969 zum außerordentlichen Professor ernannt. 1979 folgte er einem Ruf auf den Lehrstuhl für Alte Geschichte an der Universität Bonn, wo er als Nachfolger von Hatto H. Schmitt bis zu seiner Emeritierung 1992 lehrte. Wirth war unter anderem korrespondierendes Mitglied des Deutschen Archäologischen Instituts (ab 1984) und der Österreichischen Akademie der Wissenschaften (ab 1991). Zudem erhielt er die Ehrendoktorwürde der Dunărea-de-Jos-Universität Galați.
Wirths Forschungsschwerpunkt war das 4. Jahrhundert v. Chr., in dem das klassische Zeitalter Griechenlands endete und der Hellenismus begann. Wirth veröffentlichte zahlreiche Arbeiten zu Alexander dem Großen, neben mehreren Aufsätzen und einer allgemeinen Studie auch eine populäre Kurzbiografie. Ebenso legte er eine maßgebliche Biografie von Alexanders Vater Philipp II. vor. Seinen zweiten Schwerpunkt stellte die Spätantike dar, besonders die sogenannte Völkerwanderungszeit und die Hunnen Attilas, zu dem Wirth ebenfalls eine Biografie verfasste, die große Verbreitung fand. Daneben war Wirth an der Erstellung mehrerer Ausgaben bzw. Übersetzungen von antiken Geschichtswerken beteiligt, unter anderem von Arrian, Diodor, Ammianus Marcellinus und Prokopios von Caesarea.

## Schriften (Auswahl)
Monographien
- Studien zur Alexandergeschichte des Ptolemaios von Ägypten. 1950 (Frankfurt am Main, Universität, Dissertation, vom 13. Dezember 1950, maschinenschriftlich (dct., s. dazu RE XXIII, 1959, 2457)).
- Alexander der Große in Selbstzeugnissen und Bilddokumenten (= Rowohlts Monographien. Bd. 203). Rowohlt, Reinbek bei Hamburg 1973, ISBN 3-499-50203-8 (zahlreiche Auflagen).
- Studien zur Alexandergeschichte. Wissenschaftliche Buchgesellschaft, Darmstadt 1985, ISBN 3-534-08978-2.
- Philipp II. (= Geschichte Makedoniens. Bd. 1 = Kohlhammer-Urban-Taschenbücher. Bd. 369). Kohlhammer, Stuttgart 1985, ISBN 3-17-008820-3.
- Rückschritte. Zur verlangten deditio von 190 und den Schwierigkeiten des römisch-aitolischen Verhältnisses (= Österreichische Akademie der Wissenschaften. Philosophisch-Historische Klasse. Sitzungsberichte. Bd. 627). Verlag der Österreichischen Akademie der Wissenschaften, Wien 1995, ISBN 3-7001-2218-7.
- Hypereides, Lykurg und die autonomia der Athener. Ein Versuch zum Verständnis einiger Reden der Alexanderzeit (= Österreichische Akademie der Wissenschaften. Philosophisch-Historische Klasse. Sitzungsberichte. Bd. 666). Verlag der Österreichischen Akademie der Wissenschaften, Wien 1999, ISBN 3-7001-2845-2.
- Attila. Das Hunnenreich und Europa (= Kohlhammer-Urban-Taschenbücher. Bd. 467). Kohlhammer, Stuttgart u. a. 1999, ISBN 3-17-014232-1.
- Katastrophe und Zukunftshoffnung. Mutmaßungen zur zweiten Hälfte von Diodors Bibliothek und ihren verlorenen Büchern (= Österreichische Akademie der Wissenschaften. Philosophisch-Historische Klasse. Sitzungsberichte. Bd. 750). Verlag der Österreichischen Akademie der Wissenschaften, Wien 2007, ISBN 978-3-7001-3723-8.
- Diodor und das Ende des Hellenismus. Mutmassungen zu einem fast unbekannten Historiker (= Österreichische Akademie der Wissenschaften. Philosophisch-Historische Klasse. Sitzungsberichte. Bd. 600). Verlag der Österreichischen Akademie der Wissenschaften, Wien 1993, ISBN 3-7001-1998-4.
- Der Weg in die Vergessenheit. Zum Schicksal des antiken Alexanderbildes (= Österreichische Akademie der Wissenschaften. Philosophisch-Historische Klasse. Sitzungsberichte. Bd. 605). Verlag der Österreichischen Akademie der Wissenschaften, Wien 1993, ISBN 3-7001-2093-1.
- Der Brand von Persepolis. Folgerungen zur Geschichte Alexanders des Großen. Hakkert, Amsterdam 1993, ISBN 90-256-998-0.
- Der Kampfverband des Proteas. Spekulationen zu den Begleitumständen der Laufbahn Alexanders. Hakkert, Amsterdam 1989, ISBN 90-256-0960-0.

Quellenwerke
- als Übersetzer: Cornelius Nepos: Berühmte Männer. (Biographien bedeutender Griechen und Römer) (= Goldmanns gelbe Taschenbücher. Bd. 798, ZDB-ID 595447-2). Übersetzt, eingeleitet und erläutert. Goldmann, München 1962 (mehrere Auflagen).
- als Bearbeiter: Procopii Caesariensis Opera omnia. Recognovit Jacobus Haury. Editio stereotypa correctior. 4 Bände. Teubner, Leipzig 1962–1964.
- als Herausgeber: Griechische Lyrik. Von den Anfängen bis zu Pindar (= Rowohlts Klassiker der Literatur und der Wissenschaft. 140/141/142 = Rowohlts Klassiker der Literatur und der Wissenschaft. Griechische Literatur. Bd. 6). Mit einem Essay, Bibliographie und Anmerkungen. Rowohlt, Reinbek bei Hamburg 1963.
- als Bearbeiter und Herausgeber: Horaz: Episteln (= Rowohlts Klassiker der Literatur und der Wissenschaft. Bände 144/145/146, ZDB-ID 256548-1). Lateinisch und deutsch. Übersetzt und erläutert von C. M. Wieland. Rowohlt, Reinbek bei Hamburg 1963.
- als Übersetzer und Herausgeber: Caesar u. a.: Die Bürgerkriege. Die Geschichte des Kriege gegen Pompeius in Alexandria, in Africa, in Spanien (= Rowohlts Klassiker der Literatur und der Wissenschaft. Bände 179/180). Übersetzt und mit Erläuterungen herausgegeben. Rowohlt, Reinbek bei Hamburg 1966.
- als Bearbeiter: Cicero: Briefe (= Goldmanns gelbe Taschenbücher. 1951/1952). Übersetzt von K. L. F. Mezger. Goldmann, München 1967.
- als Bearbeiter: Flavii Arriani quae exstant omnia. Edidit A. G. Roos. Editio stereotypa correctior. 2 Bände (Bd. 1: Alexandri Anabasis. Bd. 2: Scripta minora et fragmenta.). Teubner, Leipzig 1967–1968.
- Einleitung und Erläuterungen zu: Ammianus Marcellinus: Das römische Weltreich vor dem Untergang. Sämtliche erhaltene Bücher. Übersetzt von Otto Veh. Artemis-Verlag, Zürich u. a. 1974, ISBN 3-7608-3514-7.
- Nachwort und Kommentar zu: Caesar: Der Gallische Krieg (= Ein Goldmann Taschenbuch. Bd. 7507). Übertragen und erläutert von Viktor Stegemann. Goldmann, München 1978, ISBN 3-442-07507-6.
- Einleitung zu: Cassius Dio: Römische Geschichte. Übersetzt von Otto Veh. 5 Bände. Artemis-Verlag, Zürich u. a. 1985–1987.
- als Herausgeber und Übersetzer mit Oskar von Hinüber: Arrian. Der Alexanderzug. Griechisch und deutsch. Artemis-Verlag, München u. a. 1985, ISBN 3-7608-1649-5.
- als Herausgeber: Cornelius Nepos. Lateinisch – deutsch. Hakkert, Amsterdam 1994, ISBN 90-256-1009-9.

Herausgeberschaften von Sammelbänden
- Barthold Georg Niebuhr, Historiker und Staatsmann (= Bonner historische Forschungen. Bd. 52). Vorträge bei dem anläßlich seines 150. Todestages in Bonn veranstalteten Kolloquiums 10. – 12. November 1981. Röhrscheid, Bonn 1984, ISBN 3-7928-0465-4 (darin S. 405 ff.: Niebuhr in Bonn.).
- Perikles und seine Zeit (= Wege der Forschung. Bd. 412). Wissenschaftliche Buchgesellschaft, Darmstadt 1979, ISBN 3-534-06377-5.